# Bulnes (metropolitana di Buenos Aires)
Bulnes è una stazione della linea D della metropolitana di Buenos Aires. Si trova sotto avenida Santa Fe, nel tratto compreso tra le calles Bulnes e Anasagasti, nel quartiere di Palermo.
La stazione è stata proclamata monumento storico nazionale il 16 maggio 1997.

## Storia
La stazione, costruita dalla compagnia ispano-argentina CHADOPyF è stata inaugurata il 29 dicembre 1938.

## Interscambi
Nelle vicinanze della stazione effettuano fermata diverse linee di autobus urbani ed interurbani.
- Fermata autobus

## Servizi
La stazione dispone di:
- Scale mobili
- Biglietteria a sportello
- Biglietteria automatica